# لويس برومفيلد
كان لويس برومفيلد (27 ديسمبر 1896 – 18 مارس 1956) كاتبًا أميركيًا ومن أنصار حماية البيئة. وهو من الروائيين الأكثر مبيعًا في عشرينيات القرن التاسع عشر، وأعاد تكوين نفسه كمزارع في أواخر ثلاثينيات القرن التاسع عشر وأصبح واحدًا من أوائل أنصار الزراعة العضوية والمستدامة في الولايات المتحدة. فاز بجائزة بوليتزر، وأسس مزرعة مالابر في أوهايو، ولعب دورًا هامًا في بدايات الحركة البيئية.

## حياته

### بداية حياته
ولد لويس برامفيلد في مانسفيلد، أوهايو، عام 1896، كان والده تشارلز برامفيلد، محاسب مصرفي ومُضارب عقاري، ووالدته أنيت ماري كولتر برامفيلد، ابنة مزارع من أوهايو. (غيّر برامفيلد لاحقًا لفظ اسمه إلى «لويس برومفيلد» إذ اعتقد أنه مميز أكثر).
كصبي، أحب برومفيلد العمل في مزرعة جده. عام 1914، التحق بجامعة كورنيل لدراسة الزراعة. لكن أجبره وضع عائلته المالي المتدهور على ترك الدراسة بعد سنة واحدة فقط. بسبب ديونهم الكبيرة، باع والداه منزلهم في وسط مانسفيلد وانتقلا إلى مزرعة جد برومسفيلد على أطراف البلدة. من عام 1915 إلى عام 1916، كافح برومسفيلد من أجل إعادة إحياء مزرعة العائلة غير المنتجة، وهي تجربة كتب عنها لاحقًا بمرارة في رواية سيرته الذاتية المزرعة. عام 1916، التحق بجامعة كولومبيا لدراسة الصحافة، وانضم هناك إلى المنظمة الأخوية فاي ديلتا تيتا. كان وقته في كولومبيا وجيزًا؛ رحل بعد أقل من سنة، للتطوع مع الخدمة الميدانية الأمريكية في الحرب العالمية الأولى.
خدم برومفيلد في القطاع 577 من قوات الإسعاف العسكري وكان مُلتحقًا بسلاح المشاة الفرنسي. شهد عمليات كبيرة خلال هجوم الربيع وهجوم المائة يوم وأُسر لفترة وجيزة من قِبل الجيش الألماني في صيف عام 1918. زعم لاحقًا بأنه مُنح وسام صليب الحرب، إلا أنه لا يوجد دليل على هذا الوسام في السجلات العسكرية الفرنسية أو الأمريكية.

### نيويورك
سُرّح برومفيلد من الجيش عام 1919. وجد عملًا في مدينة نيويورك كصحفي وناقد ومدير ترويج إعلامي، من بين وظائف أخرى. في عام 1921، تزوج الشخصية الاجتماعية البارزة ماري أبليتون وود خلال حفل صغير قرب منزل عائلتها في إبسويتش، ماساتشوستس. أنجبا ثلاث فتيات، آن برومفيلد (1925 – 2001)، وهوب برومفيلد (1927 – 2016)، وإلين برومفيلد (1932 – 2019).
في عام 1924، نشر برومفيلد روايته الأولى، شجرة الغار الخضراء، التي قدمت شخصية مستقلة وعنيدة كبطلة للرواية – شخصية ستتكرر في العديد من كتبه اللاحقة. نُشرت روايته الثانية، امتلاك، عام 1925. أشاد ستيوارت شيرمان وجون فرار ونقاد رائدين آخرين آنذاك بجودة خياله المُبتكر.

### باريس وهوليوود
في نوفمبر عام 1925، انتقل برومفيلد إلى باريس، وترافق هناك مع العديد من الشخصيات الرئيسية من الجيل الضائع، خاصة غرترود شتاين وإرنست همينغوي. حازت روايته الثالثة، الخريف الباكر، وهي تصوير قاسي عن خلفية زوجته البيوريتانية في نيوإنجلاند، على جائزة بوليتزر لعام 1927. كتب جون كارتر في تلك السنة في صحيفة نيويورك تايمز: «إنه، من بين كل الروائيين الأمريكيين الشباب، الأفضل والأكثر أهمية بشكل بارز».
واصل برومفيلد كتابة روايات حققت أفضل المبيعات في أواخر عشرينيات القرن العشرين وأوائل ثلاثينياته، من بينها امرأة صالحة، والقضية الغريبة للأنسة آني سبراغ والمزرعة، وهي سيرة ذاتية روائية أظهرت صورة رومانسية عن حياة عائلته الريفية السابقة. عمل أيضًا لوقت قصير في هوليوود ككاتب سيناريو ملتزم بعقد مع سامويل غولدوين جونيور.

## روابط خارجية
- لويس برومفيلد على موقع IMDb (الإنجليزية)
- لويس برومفيلد على موقع الموسوعة البريطانية (الإنجليزية)
- لويس برومفيلد على موقع مونزينجر (الألمانية)
- لويس برومفيلد على موقع ألو سيني (الفرنسية)
- لويس برومفيلد على موقع أول موفي (الإنجليزية)
- لويس برومفيلد على موقع قاعدة بيانات برودواي على الإنترنت (الإنجليزية)
- لويس برومفيلد على موقع قاعدة بيانات الأفلام السويدية (السويدية)
- لويس برومفيلد على موقع إن إن دي بي (الإنجليزية)
- لويس برومفيلد على موقع قاعدة بيانات الفيلم (الإنجليزية)
- لويس برومفيلد على موقع كينوبويسك (الروسية)